# Дніпровське зледеніння

Межі суцільного Дніпровського зледеніння.

Дніпровське зледеніння  — ймовірний період максимального розвитку зледенінь Східноєвропейської рівнини у середньому плейстоцені 230—100 тис. років тому. Характеризувався холодними кліматичними умовами в північній півкулі, максимальним за площею поширенням льодовиків (зледеніннями) Східноєвропейської рівнини (де відоме як Дніпровське зледеніння), Альп (Рісське зледеніння) і Північної Америки (Іллінойське зледеніння).
Після Дніпровсько-Московського інтергляціалу настало Московське зледеніння[джерело?].

## Східноєвропейська рівнина
Виділяють два центри дніпровського зледеніння. Найпотужніший знаходився на території сучасної Скандинавії, інший охоплював Нову Землю і Полярний Урал. Льодовик покривав і північну частину сучасної України. Під час найбільшого поширення (максимальної фази) скандинавський льодовик був представлений дніпровським язиком, що вкривав територію Полісся й рухався Придніпровською низиною, по долині Дніпра до порогів. Південніше панували сухі степи з перигляціальним кліматом.
На півдні європейської частини Росії північноуральський льодовик виходив донським язиком по Оксько-Донській рівнині до гирла річки Медведиця. Середньоруська височина, яка слугувала розділовим бар'єром між льодовиками, була вкрита кригою лише частково. На сході південна границя поширення зледеніння перетинала Урал.